# Johan Stenmark
Johan Stenmark, född 26 februari 1999, är en svensk fotbollsspelare.

## Karriär
Stenmarks moderklubb är Kalmar Södra IF vilken han dock redan under juniortiden lämnade för spel i allsvenska Kalmar FF. I april 2018 skrev han på ett seniorkontrakt på tre år med klubben. Den allsvenska debuten kom i september samma år i en 0–4-förlust mot Malmö FF. I januari 2021 förlängde Stenmark sitt kontrakt i Kalmar FF.
I januari 2023 värvades Stenmark av Trelleborgs FF, där han skrev på ett tvåårskontrakt. Efter säsongen 2024 lämnade Stenmark klubben.